# Zeetze (Amt Neuhaus)
Zeetze (niederdeutsch Zeetz) ist ein Dorf der Gemeinde Amt Neuhaus in Niedersachsen.

## Geographie
Der Ort liegt sieben Kilometer nördlich von Hitzacker am gegenüberliegenden Ufer der Elbe an der B 195. Die Krainke grenzt westlich an den Ort.

## Geschichte
Für das Jahr 1848 wird angegeben, dass Zeetze 22 Wohngebäude hatte, in denen 227 Einwohner lebten. Zu der Zeit war der Ort nach Stapel eingepfarrt, die Schule befand sich im Ort. Am 1. Dezember 1910 hatte Zeetze im Kreis Bleckede 208 Einwohner. Im Rahmen der Gebietsänderungen in Mecklenburg wurde am 23. Juli 1965 der Ort Vockfey nach Zeetze und am 1. Januar 1974 Zeetze dann nach Stapel eingemeindet. Nach der deutschen Wiedervereinigung wechselte der Ort am 30. Juni 1993 aus Mecklenburg-Vorpommern nach Niedersachsen in den Landkreis Lüneburg. Am 1. Oktober 1993 wurde Stapel mit Zeetze in die Gemeinde Amt Neuhaus eingemeindet.